# 5OZ20
5OZ20 var verdens nordligste FM-stereo radiostation. Den befandt sig på Thule Air Base og sendte døgnet rundt på frekvensen 97,1 MHz med 100W. Radiostationen blev oprettet 6. marts 1965 og lukkede, da Vectrus Services 1. oktober 2017 overtog serviceopgaven. 
5OZ20 begyndte som en 20 Watt klubejet station designet, bygget og drevet af RCA-teknikere hos Thule. Den lå i et værelse på tredje sal i bygning 100. I slutningen af 1966 eller begyndelsen af 1967 blev den konverteret til stereo af 2 af RCA-teknikerne. Man søgte derefter den danske regering om en licens og fik kaldesignalet 5OZ20. 
DR og 5OZ20 arbejdede sammen i en årrække midt i 1970'erne, hvor der sendtes julehilsner fra ansatte på Thule Air Base til pårørende i Danmark. Optagelserne foregik over en måned før de blev sendt på DR. Båndet blev sendt til Danmark med fly og det blev foregivet, at der var tale om en direkte udsendelse.
5OZ20 sendte dengang dagligt flere nyhedsudsendelser, hentet fra DRs kortbølgeudsendelser. Kvaliteten var svingende. DR´s udsendelser på kortbølge blev de sidste år sendt via NRK´s kortbølgesender i Norge. Tjenesten ophørte pr. 31. december 2003. 
Thule Air Base og 5OZ20 har en fælles "kendingsmelodi", "Top of the World" med The Carpenters.